# Tiomuscimol
Tiomuscimol je agonist GABAA receptora koji je strukturno srodan sa muscimolom.